# شریل فورد
شریل فورد (انگلیسی: Cheryl Ford؛ زادهٔ ۶ ژوئن ۱۹۸۱) بازیکن بسکتبال اهل ایالات متحده آمریکا است.
وی در مسابقات کشوری و بین‌المللی در مجموع برندهٔ ۱ مدال برنز شده‌است.